# Gordon De Main
Gordon De Main est un acteur américain né le 28 septembre 1886 à Washington (Iowa) et mort le 5 mars 1954 dans le Comté de Los Angeles (Californie).

## Filmographie partielle
- 1930 : Men Are Like That de Frank Tuttle (non crédité)
- 1931 : The Lawyer's Secret de Louis Gasnier et Max Marcin (non crédité)
- 1931 : Mata Hari de George Fitzmaurice
- 1934 : Fighting to Live d'Edward F. Cline
- 1935 : Bas le masque (Behind the Evidence) de Lambert Hillyer
- 1937 : Sous-marin D-1 (Submarine D-1) de Lloyd Bacon
- 1942 : Tueur à gages (This Gun for Hire) de Frank Tuttle
- 1942 : Griffes jaunes (Across the Pacific) de John Huston
- 1942 : Ma femme est une sorcière (I married a witch) de René Clair